# Ranger–5
A Ranger–5 (angolul: útkereső) amerikai űrszonda, amelyet a Ranger-program keretében indítottak, Hold kutató műhold.

## Küldetés
A szondát a NASA Jet Propulsion Laboratoryban fejlesztettek ki. A NASA a Hold látható oldalának módszeres kutatását kezdte meg, amely a Surveyor-programmal, majd a Lunar Orbiter-programmal folytatódott és az Apolló-programmal, a Holdra szállással csúcsosodott ki. A Mariner-program keretében a kifejlesztett rendszert használták.

## Jellemzői
1962. október 18-án a Cape Canaveral Air Force Station kilövőállomásról egy 140 tonnás három és fél (indításnál szilárdhajtóanyagú  segédrakéták) fokozatú Atlas–Agena B rakétával állították Föld körüli pályára. 25 perces parkolópályán történő repülést követően az orbitális egység utolsó fokozatának újraindításával sikeresen elérték a második kozmikus sebességet, biztosítva a Hold megközelítését. Hossztengelyében stabilizált, a Hold–Nap összekötő egyenessel párhuzamos volt.
A vezérlési rendszer meghibásodása miatt túlzottan nagy sebességgel érkezett. Nem sikerült átadni a szükséges parancsokat, a kamerák nem tudtak beindulni. 73 órás repülés után 725 kilométerrel száguldott el a Hold mellett és a Nap körül heliocentrikus pályára állt. A műholdat 8 órán keresztül követték, a napelemek használhatatlansága miatt a tartalék elem is lemerült.
A szondát egy hatszögletű vázra építették. Az energiaellátást kettő napelemtábla (8680 napelemlapocskával), illetve akkumulátorok segítségével (AgZn) biztosította. A testben illetve a tetején levő kúpos műszeres térben helyezték el a vidikon-televíziós kamerákat, az elektronikát és a helyzetszabályzót, a telepeket, a vezérlőegységet, a rádióadókat, a helyzetszabályzó hideggáz tartályt- illetve  fúvókát. Átmérője 1,52 méter, magassága 2,51 méter. A nyitott napelemtáblák 4,57 méterrel növelték meg az átmérőjét. Tömege 342 kilogramm. A rádiókapcsolatot egy kis botantenna és egy, a Földre irányított, 1,2 méter átmérőjű parabolaantenna biztosította. Műszerei: Lyman-α napsugárzás detektor,-  elektrosztatikus plazma analizátor,-  közepes energiájú kozmikus sugárzás érzékelő,- ionizáló kozmikus sugárzásmérő,- detektor kozmikus sugárzásmérő,- magnetométer,- mikrometeorit detektor.

## Külső hivatkozások
- Ranger–5. nasa.gov. (Hozzáférés: 2013. január 7.) - A Ranger-program története (PDF), 1977]
- Ranger–5. lib.cas.cz. [2013. október 13-i dátummal az eredetiből archiválva]. (Hozzáférés: 2013. január 7.)
- Ranger–5. lib.cas.cz. (Hozzáférés: 2013. január 7.)

| Elődje: Ranger–4 | Ranger műhold 1961–1965 | Utódja: Ranger–6 |